# Momčilo Gavrić
Momčilo Gavrić (en cirílico serbio: Момчило Гаврић; 1 de mayo de 1906 - 28 de abril de 1993) fue un soldado serbio, el más joven conocido en la historia. Luchó en la Primera Guerra Mundial, ya que fue aceptado en su unidad a la edad de siete años y ascendió al rango de cabo a la edad de ocho.

## Biografía
Nació en Trbušnica, cerca de Loznica, en las laderas de la montaña Gučevo, como el octavo hijo de once, en la familia de Alimpije y Jelena Gavrić.

### Primera Guerra Mundial
A principios de agosto de 1914, los soldados austro-húngaros de la 42.ª división de infantería de la Guardia Nacional croata mutilaron y ahorcaron a su padre, a su madre, a su abuela, a sus tres hermanas y a cuatro de sus hermanos. Su casa también fue incendiada. Momčilo sobrevivió porque no estaba en casa cuando sucedió; su padre lo había enviado a su tío.

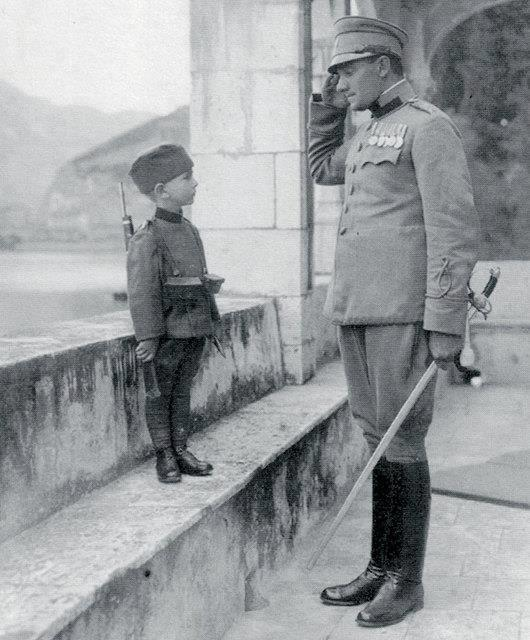
Momčilo Gavrić y un soldado serbio en 1914.

Sin familia y sin hogar, Momčilo fue a buscar la 6.ª División de Artillería del ejército serbio, que estaba cerca de Gučevo en ese momento. El comandante Stevan Tucović, hermano del político y escritor Dimitrije Tucović, aceptó a Gavrić en su unidad después de enterarse de lo sucedido, y asignó a Miloš Mišović, un soldado de la unidad, para que fuera el cuidador de Gavrić. Esa misma noche, se vengó mostrando a su unidad la ubicación de los soldados austro-húngaros, y participó en el bombardeo, según contó su hijo Branislav Gavrić en una entrevista.
A la edad de 8 años, después de la Batalla de Cer, fue ascendido al rango de Cabo por el comandante de su unidad, y se le dio un uniforme militar.
Cuando su unidad fue enviada a Salónica, el mayor Tucović lo envió a Sorovits, donde apresuradamente pasó por el equivalente a cuatro grados de educación primaria.
En Kajmakčalan, el mariscal de campo Mišić quedó atónito cuando vio a un niño uniformado de diez años en las trincheras. El mayor Tucović le explicó la situación; que Gavrić había estado con ellos desde la Batalla de Cer, y que ambos habían sido disciplinados y heridos durante su tiempo en la unidad. Mišić promovió a Gavrić a Sargento, y la orden fue leída a toda la división.

### Vida posguerra

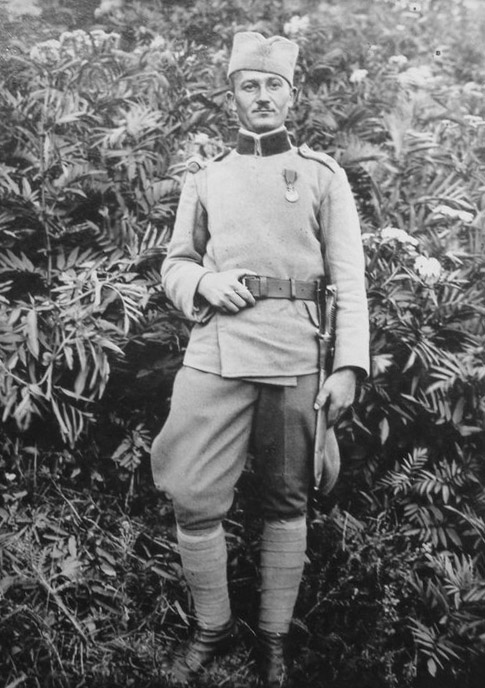
Momčilo Gavrić entre 1928 y 1929.

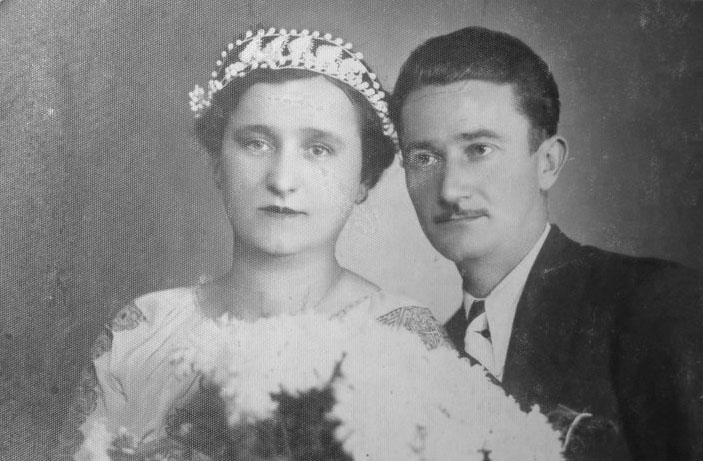
Boda de Momčilo Gavrić y su esposa Kosara en 1939.

Después de la liberación de Belgrado, el comandante Tucović se aseguró de que Gavrić recibiera ayuda de una misión británica que estaba ayudando a huérfanos de guerra en Serbia. Fue enviado a Inglaterra y terminó su educación en la escuela Henry Wreight en Faversham, Kent (ahora se fusionó con la Escuela de Gramática de la Reina Isabel, Faversham), graduándose en 1921. Regresó a Serbia el mismo año, después de que el primer ministro serbio Nikola Pašić ordenara el regreso de todos los niños a Serbia. En Trbušnica, se reunió con sus tres hermanos que habían sobrevivido a los asesinatos en 1914.
Según su hijo Branislav, Momčilo Gavrić tuvo un incidente con la ley en 1929. Estaba trabajando en Šabac y Belgrado cuando llegó a la edad de la conscripción, y en el cuartel militar en Slavonska Požega, informó que ya había estado en el ejército durante la guerra. También dijo que había sido herido y que había recibido la Medalla Conmemorativa de Albania. Sin embargo, un croata en el Real Ejército Yugoslavo intentó presionar a Gavrić para que firmara una confesión de que había dicho una mentira. Se negó, y fue enviado a prisión, pasando dos meses allí.
Después de otro período de servicio militar, regresó a Belgrado, donde aprendió diseño gráfico y tomó su licencia de conducir. Allí, también se casó con su esposa Kosara, con quien trabajó en la fábrica de papel Vapa.
Branislav Gavrić dijo además que durante la Segunda Guerra Mundial, Momčilo fue encarcelado dos veces por las fuerzas de ocupación alemanas. Después de la guerra, en 1947, el OZNA lo arrestó por afirmar que los albaneses no eran hermanos de los serbios y diciendo que "sintió esa hermandad suya en 1915, cuando nos estaban matando", durante un momento en que los presidentes de Yugoslavia y Albania (Josip Broz Tito y Enver Hoxha) fueron grandes amigos.
En 1987 participó en un documental yugoslavo sobre sus experiencias durante la Primera Guerra Mundial.

### Legado
Momčilo Gavrić murió en Belgrado en 1993. Hay monumentos dedicados a él en la isla de Corfú y en el Museo de Jadar en Loznica. En 2014, una calle en Loznica fue nombrada por él.
El 2 de abril de 2015, el gobierno serbio decidió levantar un monumento en Belgrado dedicado a Gavrić.

## Galería
|                                                            |
| Fotografía de tiempos de guerra de Momčilo Gavrić de 1914. |

|                                            |
| Momčilo Gavrić con otros soldados serbios. |

|                                                         |
| Fotografía de Momčilo Gavrić con un brazo herido, 1918. |

|                                                        |
| Retrato de graduación tomado en Faversham, Kent, 1921. |